# Архимандрит Мисаил (Цветковић Бајкуш)
Мисаил Цветковић Бајкуш (Трн, крајем 18. века — Трн, 1883) је био архимандрит манастира Свете Богородице у Знепољу и први учитељ владике Петра II Петровића Његоша.

## Биографија
Михаило Цветковић Бајкуш је рођен крајем 18. века у Трну, тада у саставу Пиротске нахије, данас у западној Бугарској. Одрастао је као сироче у Шумадији. За време Првог српског устанка многи из његове породице су се борили као добровољци у Карађорђевој војсци предвођени Знепољцем хајдук Апостолом и војводама Митом и Маринком Пиротским. Пошто је одлазак у Србију у то време био несигуран одлучио је да оде у Црну Гору. На путу је свратио у манастир Високи Дечани где се закалуђерио, а потом је две године провео у манастиру Савина код Херцег Новог, код архимандрита Никанора Богетића.

### Боравак у Црној Гори
У Црну Гору је стигао 1822. године и једно време је хајдуковао са Црногорцима. Потом је дошао на двор владике Петра I где је провео три године. Владика Петар I је поверио Мисаилу задатак да научи младог Рада Томова основе писмености. Млади Раде је тада имао већ 13 година и био је виши од њега. У почетку није био рад учењу, али уз труд Мисаила Раде је научио прву књигу. Он му је био учитељ све до доласка у Црну Гору Симе Милутиновића Сарајлије. Остао је у Црној Гори до смрти Петра I и по повратку Петра II из Русије напушта Црну Гору.

### Повратак у Знепоље
Пропутовао је Италију, посетио је Свету гору, Смирну, Грчку, Мисир, Фрушку гору и путовао је по Србији. У Трну је 1825. године подигао цркву Свете Петке, уложивши 130.000 гроша и обновио је манастир Свете Богородице код Трна 1837. године, уложивши 70.000 гроша, у коме је по повратку у Трн био архимандрит. У њему је остао 40 година. Био је пријатељ кнеза Милоша и Михаила, помажући њихове планове за ослобођење данашње југоисточне Србије. Када је сазнао за његов родољубиви рад, Мидхат-паша је наредио Белом Мемеду да затвори архимандрита Мисаила и још неколико виђенијих Срба — попа Глигорија Мађаровог, трговце Игњата Насаљевскога, Танчу Зеленоградскога, Гигу поп Анђеловога и Миленка Бањскога, који су пребачени у Нишку тврђаву. Ту су остали скоро четири месеца, док су истрагом безуспешно покушавали да утврде њихову преписку са београдским митрополитом у циљу неког преврата. Окривљени Знепољци су спашени залагањем Аранђела Станојевића Трнског, који је уз велике напоре успео да их ослободи. Турци су њега и манастир пленили током последњег српско-турског рата. Отели су му 25.000 гроша у новцу и још стоке у вредности 40.000 гроша. Поред осталог одузели су му крст златан са часним дрветом, донет са Св. Горе и две мале црногорске пушке, које су му биле успомена на војевање и хајдуковање.
По ослобођењу од Турака, од краја 1877. до јуна 1878. године, највише на ослобођењу Знепоља су радили Аранђел Станојевић Трнски и архимандрит Мисаил. Када је после ослобођења Мита Ракић посетио Знепоље, затекао је у манастиру Св. Богородице Мисловштичке архимандрита Мисаила, који му је причао о свом боравку у Црној Гори, свом ученику Његошу и како најрадије чита Разговор угодни народа Словинскога од Далматинца Андрије Качић Миошића, коме се дивио како је то дело написао. Умро је 1883. године у Трну, где је и сахрањен у цркви Св. Петке.